# Greg Stolt
Greg Stolt (Huntsville, 30 novembre 1976) è un ex cestista statunitense, professionista nella NBDL, in Francia e in Giappone.

## Palmarès
- Campione IBL (2001)